# Kenneth John
Kenneth Randolph Vincent John (geb. 17. April 1938; gest. 3. Juli 2021) war ein Rechtsanwalt und Zeitungskolumnist aus St. Vincent und den Grenadinen. Seine Kolumne „This Week“ erschien in der nationalen Wochenzeitschrift The Vincentian über einen Zeitraum von 39 Jahren.

## Leben
Kenneth Randolph Vincent John wurde am 17. April 1938 in Rose Place geboren. Er erwarb einen Bachelor (B.Sc. in Government) an der University of the West Indies in Mona, Jamaika und einen Doktor of Philosophy (Ph.D.) an der University of Manchester. Er machte auch eine Ausbildung zum Barrister.
Von 1964 bis 1967 war er der erste Resident Tutor des Department of Extra–Mural Studies der University of the West Indies, der Vorgängerorganisation der heutigen University of the West Indies Open Campus (UWI Open Campus) in St. Vincent und den Grenadinen. Während seiner Zeit als Resident Tutor beaufsichtigte er die Einführung der 'O'-Level-Prüfungen in ländlichen Gebieten des Landes und organisierte öffentliche Vorlesungen zu regionalen und internationalen Themen. Er gründete auch das literarische und politische Magazin Flambeau und war einer seiner beiden Herausgeber.
Kenneth John, Parnel Campbell, Eddie Griffith, Kerwin Morris und John Cato gründeten 1969 das Education Forum of the People (EFP). Diese Organisation entwickelte sich 1974 zur Partei Democratic Freedom Movement. Und John wurde der Parteiführer. Die neue Partei nahm an den Wahlen 1974 teil. Sie stellte zwei Kandidaten, konnte aber keinen Sitz gewinnen.
John wurde Vorsitzender der Public Services Commission. Im Dezember 1982 begann er mit dem Verfassen einer Kolumne „This Week“ für die Zeitschrift The Vincentian. Bis 2019 verfasste er Texte und die Zeitschrift führte die Reihe mit Abdrucken alter Kolumnen weiter.
John starb am 3. Juli 2021. Das National Archives and Documentation Centre stellte Johns Schriften und die Ausgaben des Flambeau in seiner monatlichen Ausstellung im Juli ins Zentrum.

## Bibliographie (Auswahl)
- Political Crisis in St. Vincent. In: New World. III, 3, 1967.[14]
- Art. Joshua, Ebenezer 2006 In: Encyclopedia of African-American Culture and History. 3: 1202–1203.[15]

### Herausgeberschaft
- Search for Identity: Essays on St. Vincent and the Grenadines. 2006.[3]
- Quest for Caribbean Unity: Beyond Colonialism. 2006[16]
- Home Sweet Home: Musings on Hairoun. 2007.[17]